# Joe Bennett
Joseph "Joe" Bennett (født 28. marts 1990) er en engelsk fodboldspiller der spiller for Cardiff City. Bennett er født og opvokset i Rochdale, og underskrev sin første professionelle kontrakt med Middlesbrough forud for 2008-09 sæsonen. Han kan spille hvor som helst på den venstre side af banen, selv om han helst vil spille som venstre back. Han gennemførte sit skifte til Aston Villa den 29. august 2012. Han har indtil videre spillet for U-19, U-20 og U-21 landsholdene i England.

## Aston Villa F.C.
Den 29. august 2012, efter at have spillet 85 kampe for Middlesbrough på 4 år, blev Joe Bennett solgt til Premier League-klubben Aston Villa. Ifølge Daily Mail skulle der være givet et penge beløb i retning af £2,75 millioner for den unge venstre back. Bennett udtalte sig i et interview om, at det var en stor drøm at komme til klubben. Han fik sin debut den 22. september 2012, hvor han kom på banen som indskifter, og ud kom Eric Lichaj mod Southampton F.C.